# Miloslav Mečíř
Miloslav Mečíř, né le 19 mai 1964 à Bojnice, est un joueur de tennis slovaque, ayant joué pour la Tchécoslovaquie.
Professionnel de 1982 à 1990, il a remporté onze titres en simple messieurs, dont deux titres majeurs, la médaille d'or olympique à Séoul en 1988 ainsi que les WCT Finals en 1987. Il a également été finaliste de l'US Open en 1986 et de l'Open d'Australie en 1989, et s'est adjugé trois Grand Prix Super Series, ancêtres des Masters 1000, à Hambourg en 1985, à Miami en 1987, ainsi qu'à Indian Wells en 1989.
Ayant également remporté le Masters en double en 1987, associé à Tomáš Šmíd, il a atteint la 4e place mondiale dans les deux spécialités.
Considéré comme l'un des joueurs les plus doués de sa génération , Mečíř se retire du circuit en 1990, à seulement vingt-six ans.

## Carrière
Il dispute les tournois juniors du Grand Chelem en 1981, Roland-Garros (défaite contre Mats Wilander en 1/8) Wimbledon (1/32) et l'US Open (1/8).
En octobre 1982, il débute sur le tournoi Challenger de Oporto au Portugal et en septembre 1983 sur le circuit principal à Bordeaux et en Coupe Davis où il réalise une remontée de deux sets à rien contre Andrei Chesnokov. Fin 1983, il participe à son premier tournoi du Grand Chelem à l'Open d'Australie puis atteint sa première finale à Adélaïde, mais il lui faudra attendre 1985 et une 5e finale pour remporter son premier titre, à Rotterdam. Il est absent des courts pendant quatre mois fin 1985 à début 1986 à cause d'une blessure au genou.
Il a disputé deux finales de Grand Chelem à l'US Open en 1986 et à l'Open d'Australie en 1989, toutes deux perdues contre son compatriote Ivan Lendl, sa « bête noire » qui l'a aussi battu en demi-finales de Roland-Garros et de Milan ainsi qu'en finale de Hambourg auxquelles on peut ajouter les finales d'Anvers en 1987 et 1989.
Il a obtenu trois victoires de prestige :

En 1987 à Key Biscayne (futur Masters de Miami en 1990), tournoi considéré cette année-là comme le « 5e Grand Chelem » puisqu'il se déroule sous la même forme qu'en Grand Chelem, c'est-à-dire 7 tours en 5 manches.

En 1987, il remporte la finale du Masters WCT face à John McEnroe qui était l'équivalent du Masters de l'ATP, les deux circuits étaient concurrents à l'époque.

En 1988 aux Jeux olympiques de Séoul, il remporte le titre du simple messieurs à l'occasion du retour du tennis aux Jeux olympiques (ainsi qu'une médaille de bronze en double avec pour partenaire Milan Šrejber).
Il est le seul joueur à battre Mats Wilander en Grand Chelem en 1988, en 1/4 de finale de Wimbledon, ensuite en 1/2 il mène deux sets à rien mais perd finalement le match contre Stefan Edberg.
Il remporte la première édition de la Hopman Cup en 1989 avec Helena Suková.
Il fait partie des joueurs qui ont remporté des tournois sur toutes les surfaces et un des rares à l'avoir fait sur une année, en 1987 (Gazon, terre battue, dur, moquette indoor).
En double il a remporté le Masters avec Tomáš Šmíd en 1987.
Il arrête prématurément sa carrière en juin 1990 à Wimbledon (à 26 ans et 8 années sur le circuit) pour cause de blessure au dos, il influencera par la suite beaucoup de joueurs tels que Marcelo Ríos, Andreï Medvedev, Karol Kučera, Martina Hingis et Andy Murray à ses débuts, avant que celui-ci n'adopte un style de jeu plus défensif.
Malgré son palmarès relativement faible au regard de ses capacités et sa carrière météorique, Miloslav Mečíř est considéré comme un joueur majeur de l'histoire du tennis. Il s'est fait aussi remarquer par son comportement décontracté, imperméable à toute forme de stress.
À l'US Open 1986, il est le dernier joueur à jouer une finale de Grand Chelem avec une raquette en bois. Le dernier vainqueur est Yannick Noah.
Il n'a jamais joué en double mixte hormis à la Hopman Cup.
Il était surnommé "le chat" pour son incroyable toucher de balle et sa félinité dans ses déplacements, en dépit de son grand gabarit (1,90 m et 82 kg).
Il est actuellement capitaine de l'équipe de Slovaquie de Coupe Davis.

## Autres performances

### Finales en simple hors calendrier ATP
|   | Date | Nom et lieu du tournoi     | Surface     | Finaliste    | Score                    |
| - | ---- | -------------------------- | ----------- | ------------ | ------------------------ |
| 1 | 1986 | Tournoi de tennis d'Anvers | Moquette(i) | John McEnroe | 6-3, 1-6, 7-65, 5-7, 6-2 |
| 2 | 1987 | Tournoi de tennis d'Anvers | Moquette(i) | Ivan Lendl   | 5-7, 6-1, 6-4, 6-3       |
| 3 | 1989 | Tournoi de tennis d'Anvers | Moquette(i) | Ivan Lendl   | 6-2, 6-2, 1-6, 6-4       |

- Miami : Demi-finaliste en 1988 (année en 7 tours et 5 sets), perd contre Jimmy Connors.
- World Team Cup : Finaliste en 1985 avec la Tchécoslovaquie, il perd son match de simple contre Jimmy Connors.

## Parcours dans les tournois duGrand Chelem

### En simple
| Année | Open d'Australie | Open d'Australie | Internationaux de France | Internationaux de France | Wimbledon       | Wimbledon      | US Open        | US Open     | Open d'Australie | Open d'Australie |
| ----- | ---------------- | ---------------- | ------------------------ | ------------------------ | --------------- | -------------- | -------------- | ----------- | ---------------- | ---------------- |
| 1983  | n.o.             | n.o.             | —                        | —                        | —               | —              | —              | —           | 1er tour (1/64)  | M. Anger         |
| 1984  | n.o.             | n.o.             | 1er tour (1/64)          | J. Aguilera              | 2e tour (1/32)  | D. Visser      | —              | —           | 2e tour (1/32)   | S. Simonsson     |
| 1985  | n.o.             | n.o.             | 3e tour (1/16)           | M. Jaite                 | 1er tour (1/64) | To. Gullikson  | 2e tour (1/32) | D. Pate     | —                | —                |
| 1986  | n.o.             | n.o.             | 2e tour (1/32)           | M. Jaite                 | 1/4 de finale   | Bo. Becker     | Finale         | I. Lendl    | n.o.             | n.o.             |
| 1987  | 1/4 de finale    | S. Edberg        | 1/2 finale               | I. Lendl                 | 3e tour (1/16)  | A. Järryd      | 1/4 de finale  | M. Wilander | n.o.             | n.o.             |
| 1988  | —                | —                | —                        | —                        | 1/2 finale      | S. Edberg      | 3e tour (1/16) | E. Sánchez  | n.o.             | n.o.             |
| 1989  | Finale           | I. Lendl         | 1er tour (1/64)          | T. Tulasne               | 3e tour (1/16)  | S. Živojinović | 3e tour (1/16) | Bo. Becker  | n.o.             | n.o.             |
| 1990  | 1/8 de finale    | Bo. Becker       | 1er tour (1/64)          | T. Wilkison              | 2e tour (1/32)  | S. Edberg      | —              | —           | n.o.             | n.o.             |

N.B. : à droite du résultat se trouve le nom de l'ultime adversaire.

### En double
| Année | Open d'Australie         | Open d'Australie       | Internationaux de France   | Internationaux de France | Wimbledon                   | Wimbledon           | US Open                 | US Open                 |
| ----- | ------------------------ | ---------------------- | -------------------------- | ------------------------ | --------------------------- | ------------------- | ----------------------- | ----------------------- |
| 1986  | —                        | —                      | —                          | —                        | —                           | —                   | 2e tour (1/16) L. Pimek | M. Edmondson S. Stewart |
| 1987  | 1/8 de finale M. Šrejber | D. Cahill M. Kratzmann | —                          | —                        | 2e tour (1/16) H. Leconte   | P. Doohan L. Warder | 1/8 de finale T. Šmíd   | J. Lozano T. Witsken    |
| 1988  | —                        | —                      | —                          | —                        | —                           | —                   | 1/8 de finale T. Šmíd   | E. Korita J. Levine     |
| 1989  | —                        | —                      | 1/8 de finale B. Stankovič | R. Båthman C. Di Laura   | 2e tour (1/16) M. Woodforde | K. Flach R. Seguso  | —                       | —                       |

N.B. : le nom du ou de la partenaire se trouve sous le résultat ; le nom des ultimes adversaires se trouve à droite.

## Participation aux Masters

### En double
| Année | Ville   | Surface         | Partenaire | Résultats | Résultat final |
| ----- | ------- | --------------- | ---------- | --------- | -------------- |
| 1987  | Londres | Moquette indoor | Tomáš Šmíd | 5v, 0d    | Vainqueur      |